# Ida Grund
Ida Grund, geborene Hübbe (* 15. Januar 1911 in Wusterhausen/Dosse; † 22. April 1982 in Berlin) war eine deutsche Politikerin (SPD).
Ida Hübbe besuchte eine Handelsschule und machte eine Lehre als kaufmännische Angestellte. 1925 trat sie der Sozialistischen Arbeiter-Jugend (SAJ) im Berliner Bezirk Tiergarten bei, 1929 auch in die SPD. Sie arbeitete als kaufmännische Angestellte.
Nach dem Zweiten Weltkrieg wurde Ida Grund wieder politisch aktiv und wurde bei der ersten Berliner Wahl 1946 in die Bezirksverordnetenversammlung im Bezirk Prenzlauer Berg gewählt. Sie wechselte nach West-Berlin und wurde bei der Wahl 1950 im Bezirk Tiergarten als Bezirksverordnete gewählt. Bei der Wahl 1958 kandidierte Grund für das Abgeordnetenhaus von Berlin, konnte aber erst im Oktober 1961 für den verstorbenen Kurt Lötzsch nachrücken. Bis 1971 gehörte sie dem Parlament an.